# Kleinfrüchtiges Kletten-Labkraut
Das Kleinfrüchtige Kletten-Labkraut (Galium spurium), auch als Acker-Labkraut, Saat-Labkraut, Unechtes Labkraut oder Grünblüten-Labkraut bezeichnet, ist ein Angehöriger der Rötegewächse (Rubiaceae). Sie ist mit einigen Unterarten in den gemäßigte Gebieten der Nordhalbkugel bis nach Afrika weitverbreitet.

## Beschreibung

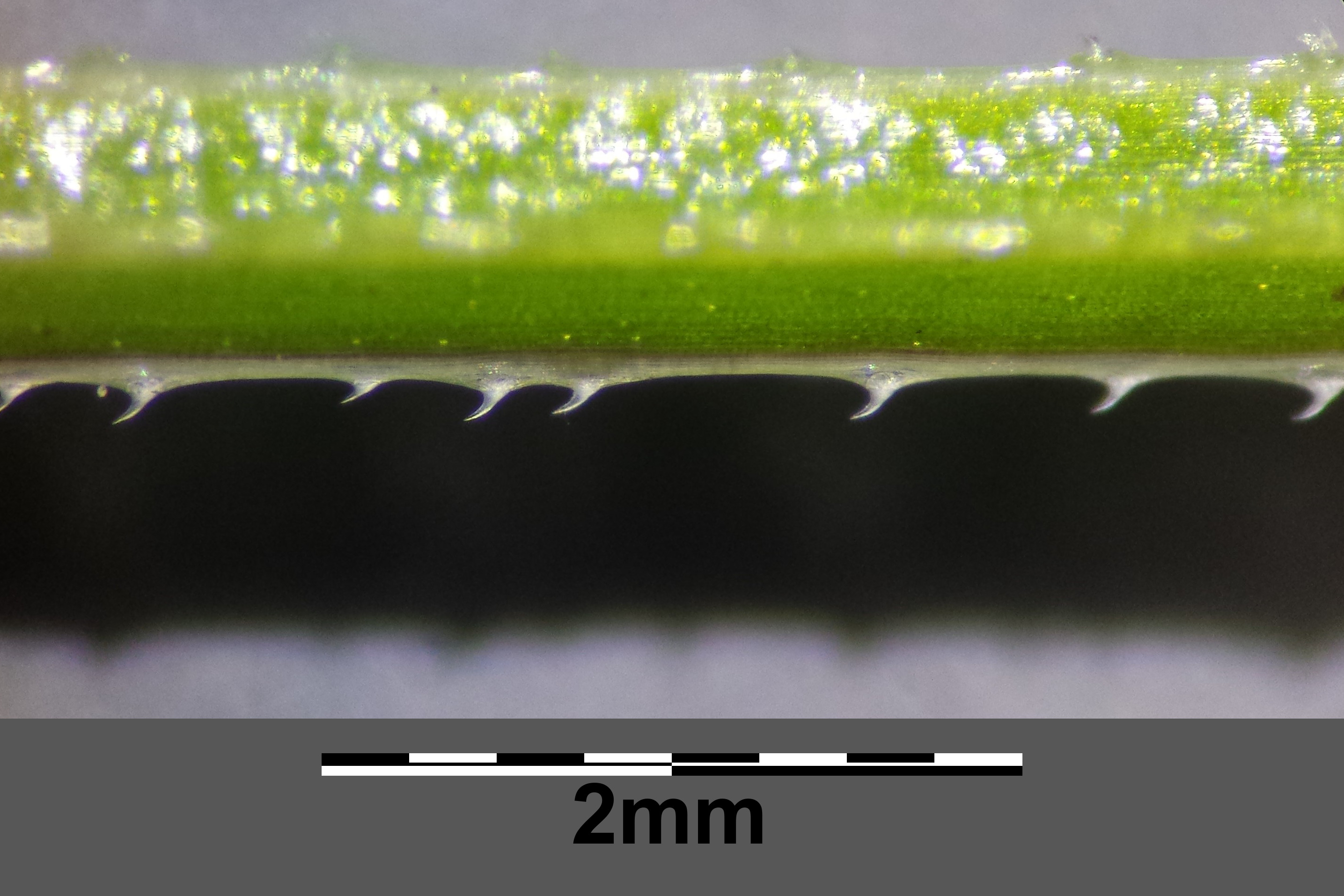
Der Stängel ist mit nach unten gerichteten Stacheln besetzt

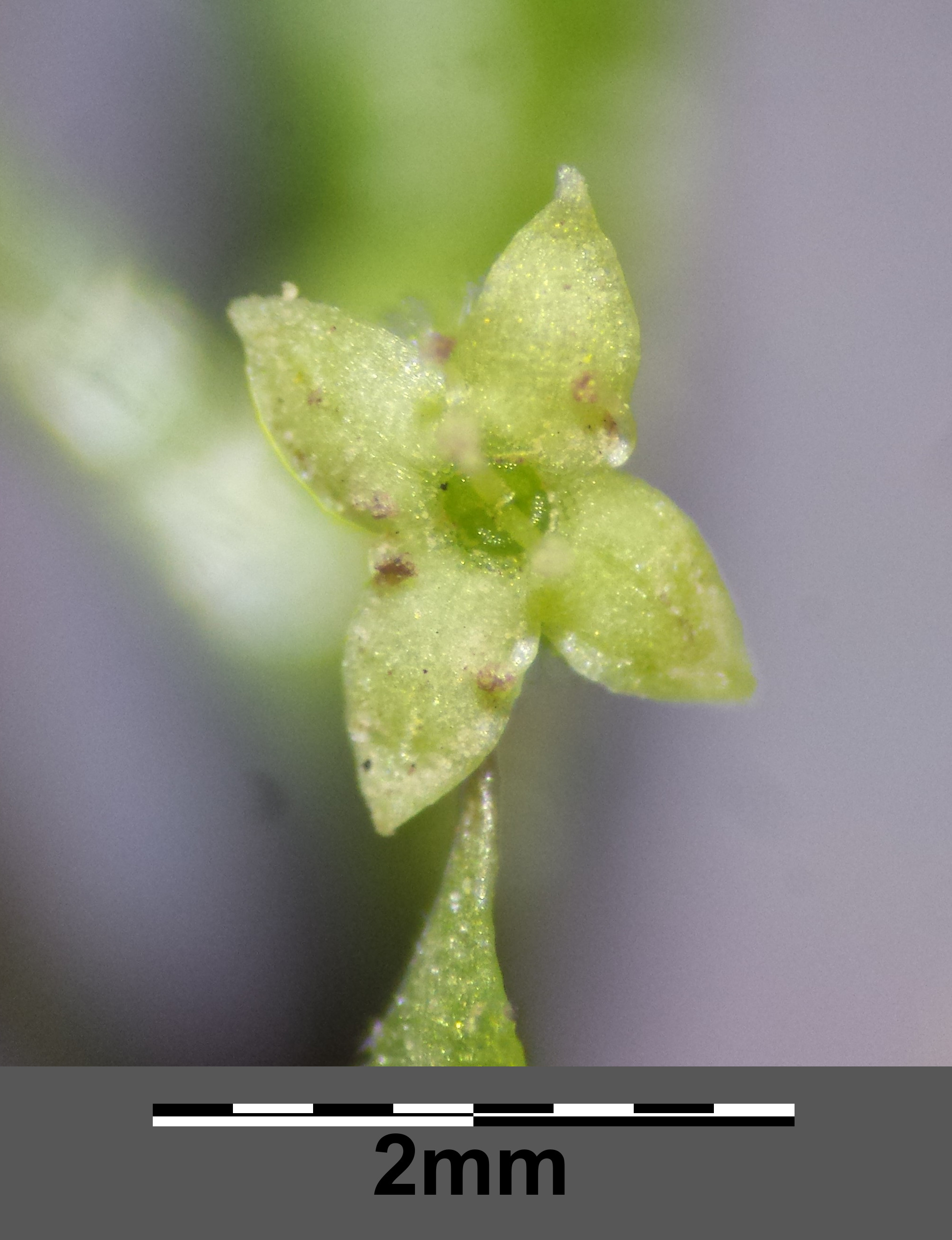
Blüte mit kleinen, grünlichen Kronblättern

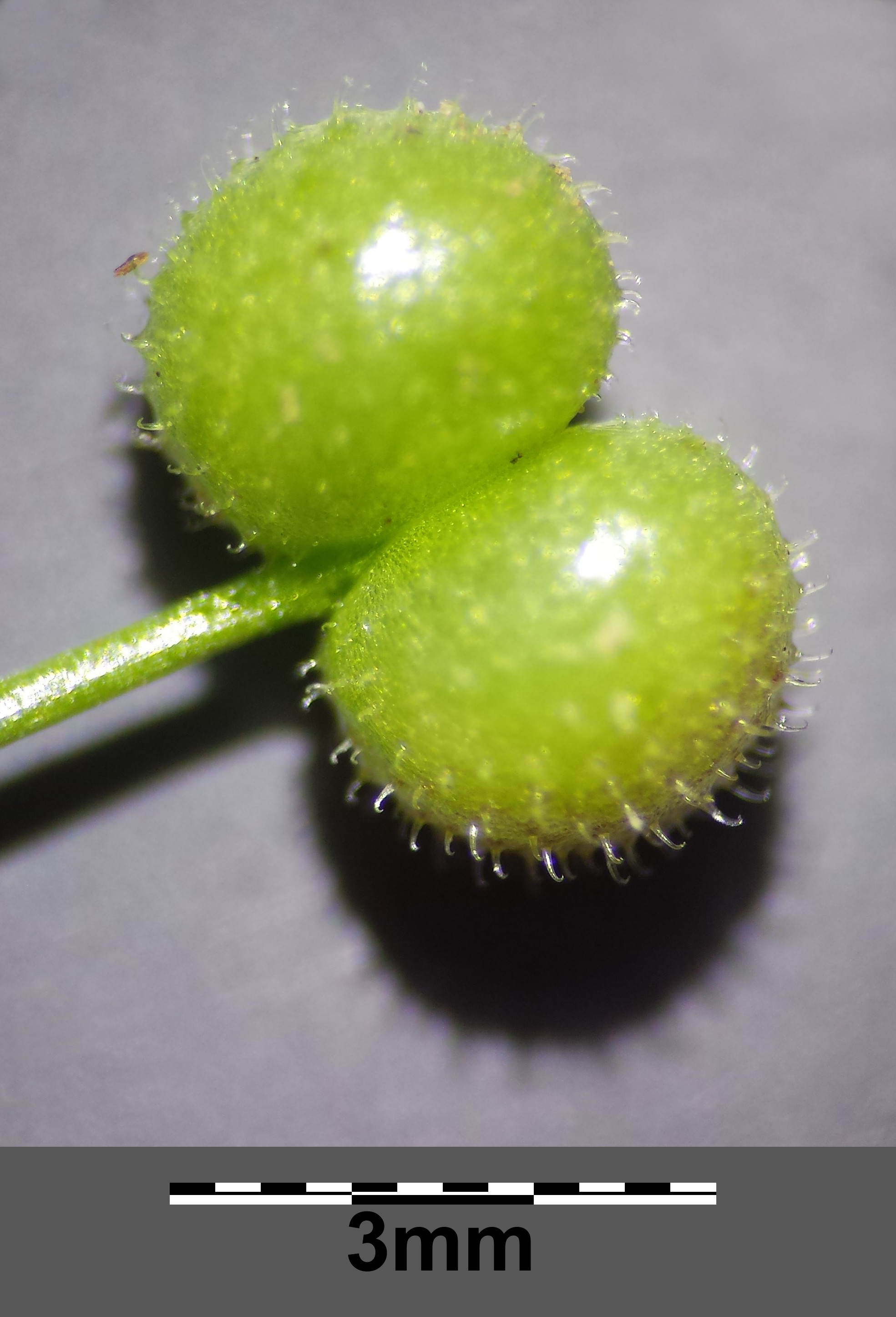
Frucht mit Hakenborsten (var. echinospermum)

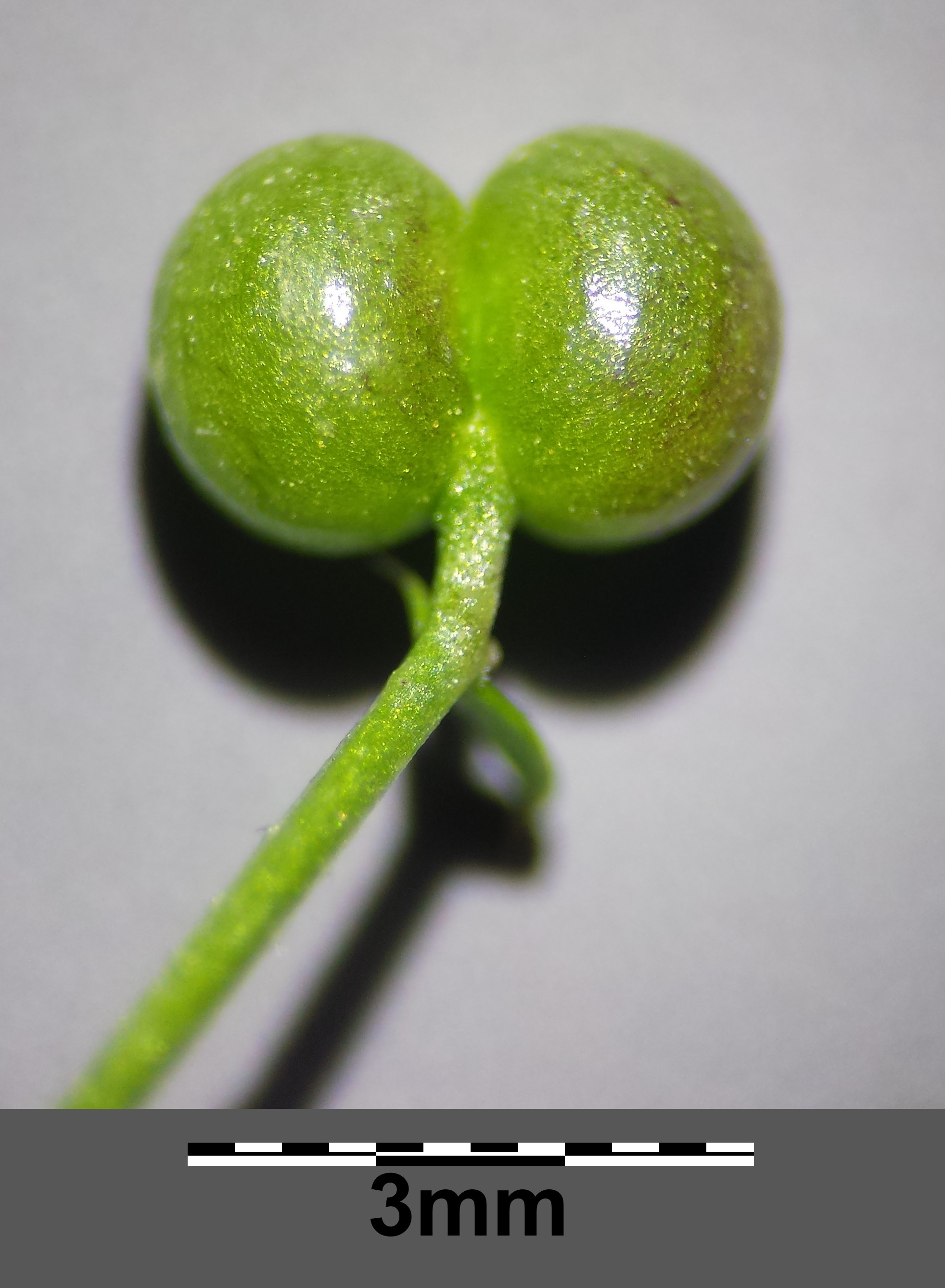
Kahle Frucht (var. spurium)

Das Kleinfrüchtige Kletten-Labkraut ist eng mit dem Kletten-Labkraut (Galium aparine) verwandt. Es unterscheidet sich unter anderem durch die kleinere und gelbgrünlich gefärbte Krone sowie durch die kleineren Früchte. Obwohl „Übergangsformen“ vorkommen sollen, konnte in Untersuchungen von Malik und Vanden Born (1988) kein Beweis für die Existenz von Hybriden bei diesen beiden Arten erbracht werden.

### Erscheinungsbild und Blatt
Diese einjährige krautige Pflanze erreicht Wuchshöhen von 30 bis 100 Zentimetern. Der Stängel ist vierkantig geformt und die Stängelknoten sind kahl oder etwas rau. Die Nebenblätter und die Laubblätter sind gleich gestaltet und es wirkt so als ob sechs bis zehn Laubblätter in einem Quirl stehen; sie sind stachelspitzig. Die Randbörstchen der Blätter sind rückwärtsgerichtet.

### Blütenstand, Blüte und Frucht
Die Blütezeit reicht vorwiegend von Mai bis Oktober. Die Einzelblütenstände sind blattwinkelständig und drei- bis neunblütig. Die zwittrigen Blüten sind vierzählig. Die vier Kronblätter sind zu einer Kronröhre verwachsen, die einen Durchmesser von etwa 0,8 bis 1,3 Millimetern hat und gelbgrünlich gefärbt ist.
Die Fruchtstiele sind mehr oder weniger gerade ausgebildet. Die Frucht ist 2 bis 3 Millimeter lang und besitzt entweder hakig gebogene Haare (Galium spurium subsp. vaillantii (DC.) Gaudin) oder ist kahl (Galium spurium subsp. spurium).

### Chromosomensatz
Die Chromosomenzahl beträgt 2n = 20.

## Vorkommen
Das Kleinfrüchtige Kletten-Labkraut ist in den gemäßigten Gebieten der Nordhalbkugel bis nach Afrika verbreitet. Galium spurium ist in Mittel- und Südeuropa, im Südwestasien und in Nord- und Zentralafrika vertreten. In Mitteleuropa kommt das Kleinfrüchtige Kletten-Labkraut zerstreut bis selten vor.
In Deutschland ist das Kleinfrüchtige Kletten-Labkraut zerstreut bis eher selten vor allem in Bayern und Thüringen zu finden. 
Über die Verbreitung der Unterarten ist nichts Genaues bekannt. In Österreich findet man das Kleinfrüchtige Kletten-Labkraut in allen Bundesländern zerstreut bis selten, während es in der Schweiz allgemein zerstreut aufzufinden ist. Als Neophyt kommt es aber auch in den Kulturpflanzenbeständen Nordamerikas vor und ist insbesondere im Westen Kanadas ein ernstes Problem (invasive Pflanzenart).
Galium spurium gedeiht am besten auf frischen, nährstoffreichen Lehm- und Tonböden. Galium spurium wächst in Lein-, Getreide- und Schuttunkrautgesellschaften. Nach Erich Oberdorfer ist die Unterart Galium spurium subsp. spurium eine Charakterart des Sileno-Linetum aus dem Verband Lolio-Linion.
Die ökologischen Zeigerwerte nach Ellenberg für Galium spurium sind: L7 = Halblichtpflanze, Tx = indifferentes Verhalten, F5 = Frischezeiger, R8 = Basen- bis Schwachsäurezeiger, meist auf Kalk weisend, N5 = mäßig stickstoffreiche Standorte anzeigend, auf armen und reichen seltener 

## Systematik
Die Erstveröffentlichung von Galium spurium erfolgte 1753 durch Carl von Linné. Synonyme von Galium spurium L. sind. Galium agreste var. leiospermon Wallr., Galium aparine var. spurium (L.) Wimm. & Grab., Galium spurium subsp. glabrum Gaudin nom. inval., Galium aparine subsp. spurium (L.) Hartm., Aparine spuria (L.) Fourr., Galium aparine var. spurium (L.) Hiern.
Von Galium spurium werden etwa drei oder vier Unterarten unterschieden:
- Galium spurium subsp. africanum Verdc.: Sie kommt von der Sinai-Halbinsel und den tropischen afrikanischen Gebirgen bis Südafrika, auf Sokotra und auf der südwestlichen Arabischen Halbinsel vor.[2]
- Galium spurium subsp. ibicinum (Boiss. & Hausskn.) Ehrend. (Syn.: Galium ibicinum Boiss. & Hausskn., Galium linczevskyi Pobed.): Sie kommt von der südlichen Türkei bis nach Zentralasien vor.[2][3]
- Galium spurium L. subsp. spurium: Sie ist in den gemäßigten Gebieten der Nordhalbkugel verbreitet.[2] Nach R. Govaerts gehört hierher auch die Varietät Galium spurium var. echinospermum (Wallr.) Klett & Richt.
- Galium spurium subsp. vaillantii (DC.) Gaudin (Syn.: Galium vaillantii DC., Galium vaillantii DC., Galium infestum Waldst. & Kit., Galium spurium subsp. infestum (Waldst. & Kit.) Janch. Nach A. Dobignard, C. Chatelain, 2013[4] gehört sie zur Unterart Galium spurium subsp. spurium[2])